# Platekarp
Platekarp (Platecarpus) – rodzaj wymarłych jaszczurek z rodziny mozazaurów (Mosasauridae).
Rodzaj Platecarpus i jego gatunek typowy, P. tympaniticus, zostały nazwane w 1869 roku przez Edwarda Drinkera Cope’a, który opisał je w oparciu o fragmentaryczne, lecz diagnostyczne szczątki odkryte w Missisipi. Długość ciała tego mozazaura wynosiła około 7,5 m, z czego na czaszkę przypadało około 70 cm. W kości przedszczękowej przed zębami nie było rostrum. W kości szczękowej znajdowało się dwanaście zębów, w skrzydłowej – od 10 do 12, a w zębowej – 12, rzadko 11. Kręgosłup składał się z 29 kręgów przedkrzyżowych, pięciu pygals i 26–31 kręgów ogonowych z szewronami i wyrostkami poprzecznymi.
Platekarpy żyły od środkowego koniaku do wczesnego kampanu, od około 88 do 80 mln lat temu. Ich skamieniałości należą do najpospolitszych szczątków mozazaurów odnajdywanych na terenach Morza Środkowego Zachodu w Ameryce Północnej. Pozostałości przedstawicieli Platecarpus odkryto również w Afryce, Europie i Ameryce Południowej. W 2007 roku Konishi i Caldwell zsynonimizowali P. coryphaeus z P. ictericus i wyróżnili cztery gatunki Platecarpus z Morza Środkowego Zachodu – P. tympaniticus, P. planifrons, P. ictericus i P. somenensis. Jednak w 2009 roku Konishi stwierdził, że P. somenensis nie występował w Morzu Środkowego Zachodu i że gatunek ten reprezentują jedynie skamieniałości odkryte we Francji; według Konishiego przypisywane P. somenensis skamieniałości z Ameryki Północnej należą do zwierząt z gatunku Plioplatecarpus nichollsae (później przeniesionego do odrębnego rodzaju Latoplatecarpus). W 2010 roku Konishi, Caldwell i Bell uznali P. ictericus za młodszy synonim P. tympaniticus. Autorzy zaliczyli do rodzaju Platecarpus jedynie gatunki P. tympaniticus i P. planifrons; inne gatunki tradycyjnie zaliczane do tego rodzaju należy przenieść lub już wcześniej zostały przeniesione do innych rodzajów, zaś jeszcze inne (P. affinis, P. glandiferus, P. latispinus, P. tectulus) to nomina dubia. Wreszcie Konishi i Caldwell (2011) ustanowili P. planifrons gatunkiem typowym odrębnego rodzaju Plesioplatecarpus
Anatomia ogona niemal kompletnego szkieletu P. tympaniticus (LACM 128319) sugeruje, że końcowy odcinek ogona był zagięty w dół i zakończony asymetryczną płetwą, która była głównym źródłem napędu podczas pływania. Tego typu płetwa znana była wcześniej jedynie u zaawansowanego mozazaura Plotosaurus. Konwergentnie wyewoluowała ona również u ichtiozaurów, krokodylomorfów z grupy Metriorhynchidae i prawaleni. Platekarp żywił się głównie rybami i głowonogami. Swoje ofiary połykał w całości. Prawdopodobnie był dominującym drapieżnikiem płytkich wód.
Etymologia nazwy rodzajowej:gr. πλατη platē „płetwa, wiosło”; καρπος karpos „nadgarstek”.
|  | Gatunki - Platecarpus tympaniticus Cope, 1869 = P. ictericus (Cope, 1871) = P. coryphaeus (Cope, 1872) - Platecarpus bocagei (Telles-Antunes, 1964); być może należy do odrębnego rodzaju Angolasaurus - Platecarpus somenensis Thevenin, 1896; może nie należeć do rodzaju Platecarpus ani Plioplatecarpus, a być może nawet w ogóle nie należy do Plioplatecarpinae |